# Стригино (Ярославская область)
Стригино — деревня в Погорельском сельском округе Глебовского сельского поселения Рыбинского района Ярославской области .
Деревня расположена в северной части Глебовского сельского поселения, с восточной стороны автомобильной дороги из центра сельского поселения Глебово на Ларионово. Конечный пункт этой дороги, где северная окраина Ларионово практически соприкасается с южной окраиной деревни Легково находится на расстоянии около 1 км от деревни Стригино. Восточнее Стригино на расстоянии около 1,5 км в стороне от дороги стоит деревня Усково. На юг от Стригино на расстоянии 1 км на дороге стоит деревня Большое Займище .
Деревня Стригина указана на плане Генерального межевания Рыбинского уезда 1792 года.
На 1 января 2007 года в деревне числилось 4 постоянных жителя . Почтовое отделение в селе Погорелка, обслуживает в деревне Стригино 33 дома, названий улиц нет .